# Primo Colón
Edwin Carlos „Eddie” Colón (n. 21 decembrie 1982, Santurce⁠(d), Puerto Rico, SUA) este un wrestler profesionist portorican ce activează în WWE alături de vărul său, Epico Colón, formând o echipă numită Shining Stars⁠(d).

## Palmares
- !Bang!
  - !Bang! Television Tag Team Championship (1 dată) – cu Carlos Colón[1]

- Florida Championship Wrestling
  - FCW Florida Tag Team Championship (3 ori) – cu Eric Pérez[3]

- Pro Wrestling Illustrated
  - PWI ranked him #163 cele mai bune 500 de single-uri în PWI 500 in 2008[4]

- World Wrestling Council
  - WWC Puerto Rico Heavyweight Championship (5 ori)[5]
  - WWC Universal Heavyweight Championship (6 times)[6]
  - WWC World Junior Heavyweight Championship (5 ori)[7]
  - WWC World Tag Team Championship (1 dată) – cu Carly Colón[8]

- World Wrestling Entertainment
  - World Tag Team Championship (1 dată) – cu Carlito[9]
  - WWE Tag Team Championship (1 dată) – cu Carlito[10]